# Acicula hausdorfi
Acicula hausdorfi је пуж из реда Architaenioglossa и фамилије Aciculidae. 

## Угроженост
Подаци о распрострањености ове врсте су недовољни.

## Распрострањење
Ареал врсте је ограничен на једну државу. 
Грчка је једино познато природно станиште врсте.